# گوتام تاپار
گوتام تاپار (هندی: गौतम थापर؛ زاده ۷ دسامبر ۱۹۶۰) یک اهل هندn است.